# Deutscher Kalibrierdienst
Der Deutsche Kalibrierdienst (DKD) ist seit dem 3. Mai 2011 ein Gremium der Physikalisch-Technischen Bundesanstalt, welches die Arbeit der Fachausschüsse des DKD der Zeit vor 2010 fortsetzt. Der neue DKD sichert die Zusammenarbeit von akkreditierten Kalibrierlaboratorien mit der PTB.
Bis zu seiner Überführung in die Deutsche Akkreditierungsstelle GmbH (DAkkS) am 17. Dezember 2009 war der Deutsche Kalibrierdienst (DKD) ein Zusammenschluss von Kalibrierlaboratorien in Industrieunternehmen, Prüfinstitutionen, technischen Behörden u. ä. Er sollte eine metrologische bzw. messtechnische Infrastruktur in Deutschland sicherstellen, in Ergänzung zur Physikalisch-Technischen Bundesanstalt (PTB) als oberster messtechnischer Instanz.
Um Mitglied im DKD werden zu können, musste das Kalibrierlaboratorium im Rahmen einer Akkreditierung seine personelle und messtechnische Kompetenz nachweisen. Es war dann berechtigt, Kalibrierungen zu den akkreditierten Messgrößen und Messbereichen durchzuführen und in einem DKD-Kalibrierschein zu dokumentieren. Dieser DKD-Kalibrierschein galt auf Grund der Akkreditierung und der damit verbundenen Überwachung der Fähigkeiten des Kalibrierlaboratoriums als Nachweis der Rückführbarkeit gemäß ISO 17025 und ISO 9001.
Der DKD war Mitglied der European Cooperation for Accreditation (EA). Durch multilaterale Abkommen wurde in einer Vielzahl von Staaten der DKD-Kalibrierschein verbindlich anerkannt.
Darüber hinaus hatten über 50 Akkreditierungsstellen aus über 40 Ländern – darunter der DKD – seit November 2000 ein erstes weltweites Abkommen zur gegenseitigen Anerkennung unterzeichnet, das „Mutual Recognition Agreement“ (MRA) der International Laboratory Accreditation Cooperation (ILAC). Damit verpflichten sich die Unterzeichner gegenseitig die Anerkennung von Kalibrierscheinen und Prüfberichten der von den Partnern akkreditierten Laboratorien zu empfehlen und zu fördern. (Der genaue Wortlaut des Abkommens ist im Internet unter www.ilac.org nachzulesen.)
Die erste Akkreditierung durch den DKD erfolgte 1977 und wurde an die Firma HBM in Darmstadt in den Bereichen elektrischer Gleichstrom- und NF-Größen, Drehmoment, Kraft und Druck vergeben.
Die Leiter der DKD-Kalibrierlaboratorien erarbeiteten in den DKD-Fachausschüssen Richtlinien für das Kalibrieren der sie betreffenden Messgrößen und damit zusammenhängende Themenfelder, wie z. B. die Bestimmung von Messunsicherheiten.